# Podoces
Podoces (steppegaaien) is een geslacht van zangvogels uit de familie Corvidae (kraaien).

## Soorten
Het geslacht kent de volgende soorten:
- Podoces biddulphi – Chinese steppegaai
- Podoces hendersoni – Mongoolse steppegaai
- Podoces panderi – Turkestaanse steppegaai
- Podoces pleskei – Perzische steppegaai